# Centro Habitat Mediterraneo
Il Centro Habitat Mediterraneo (CHM) è un'oasi di 20 ettari facente parte della Riserva Naturale Statale del Litorale Romano e gestita dalla Lega Italiana Protezione Uccelli (LIPU).
I 20 ettari di verde, con al centro uno stagno artificiale, costituiscono un rifugio e un punto di ristoro per varie specie di animali (principalmente uccelli) e attirano annualmente fotografi e birdwatchers professionisti da tutto il mondo. 

## Storia
Negli anni '90 la zona dell'idroscalo di Ostia era occupata prevalentemente da baracche e da una discarica abusiva, nota per essere stata il teatro dell'uccisione di Pier Paolo Pasolini il 2 novembre 1975.
Nel 1995 l'area catturò l'attenzione di un'azienda australiana, la quale propose la costruzione di un oceanario; per contrapporsi a questa proposta, la delegazione ostiense della Lega Italiana Protezione Uccelli (LIPU) propose la realizzazione di un'oasi naturalistica e dopo un'accorata campagna di raccolta firme operata dall'associazione all'interno della XIII Circoscrizione, il progetto fu approvato. Dopo la bonifica dell'area, comprensiva di sminamento, l'oasi aprì nel 2001. A ciò si accompagnò anche l'inaugurazione del vicino Porto turistico di Roma, facente parte di un progetto di riqualificazione della zona dell'Idroscalo.
All'interno dell'oasi si trova il Parco letterario Pier Paolo Pasolini, inaugurato il 2 novembre 2005 e parte della rete dei Parchi letterari, dove è stata eretta una scultura in cemento per commemorare il noto scrittore e regista italiano ad opera di Mario Rosati; tale scultura è stata danneggiata nel 2016 da alcuni vandali di orientamento neofascista ma è stata restaurata nel corso dell'anno successivo. Nel 2016 all'interno dell'oasi è stato inoltre portato alla luce un bunker, probabilmente con funzione di contraerea, risalente alla seconda guerra mondiale.

## Flora
La flora è caratterizzata dalla macchia mediterranea, con alaterno, alloro, canna palustre, corbezzolo, fillirea, giglio di mare, ginestra, giunco di palude, leccio, lentisco, pioppo bianco, rosmarino, rovo comune, salice, sughera, tamerice.

## Fauna

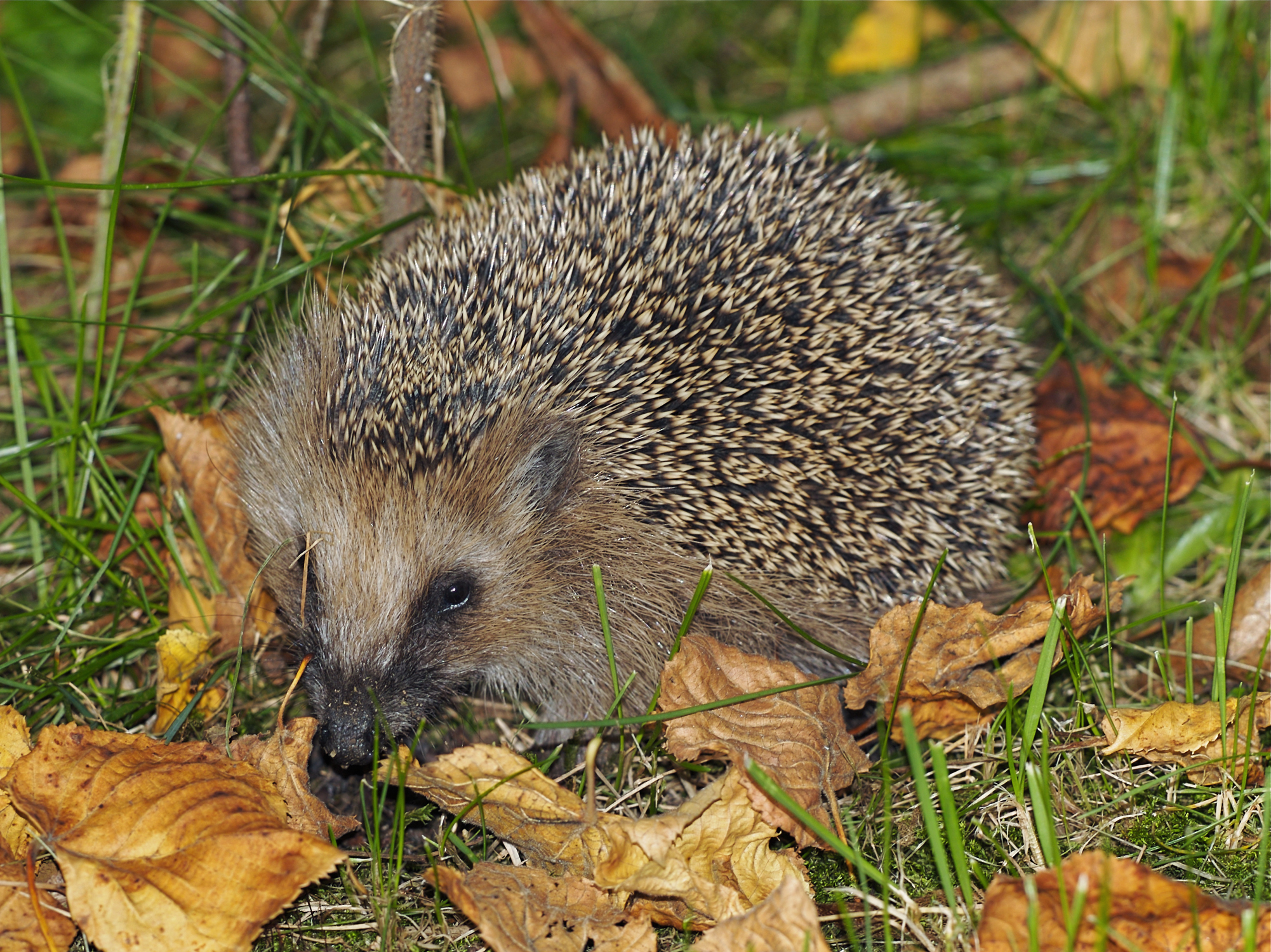
Riccio comune

### Mammiferi minori
Nutria, riccio comune, volpe rossa.

### Uccelli

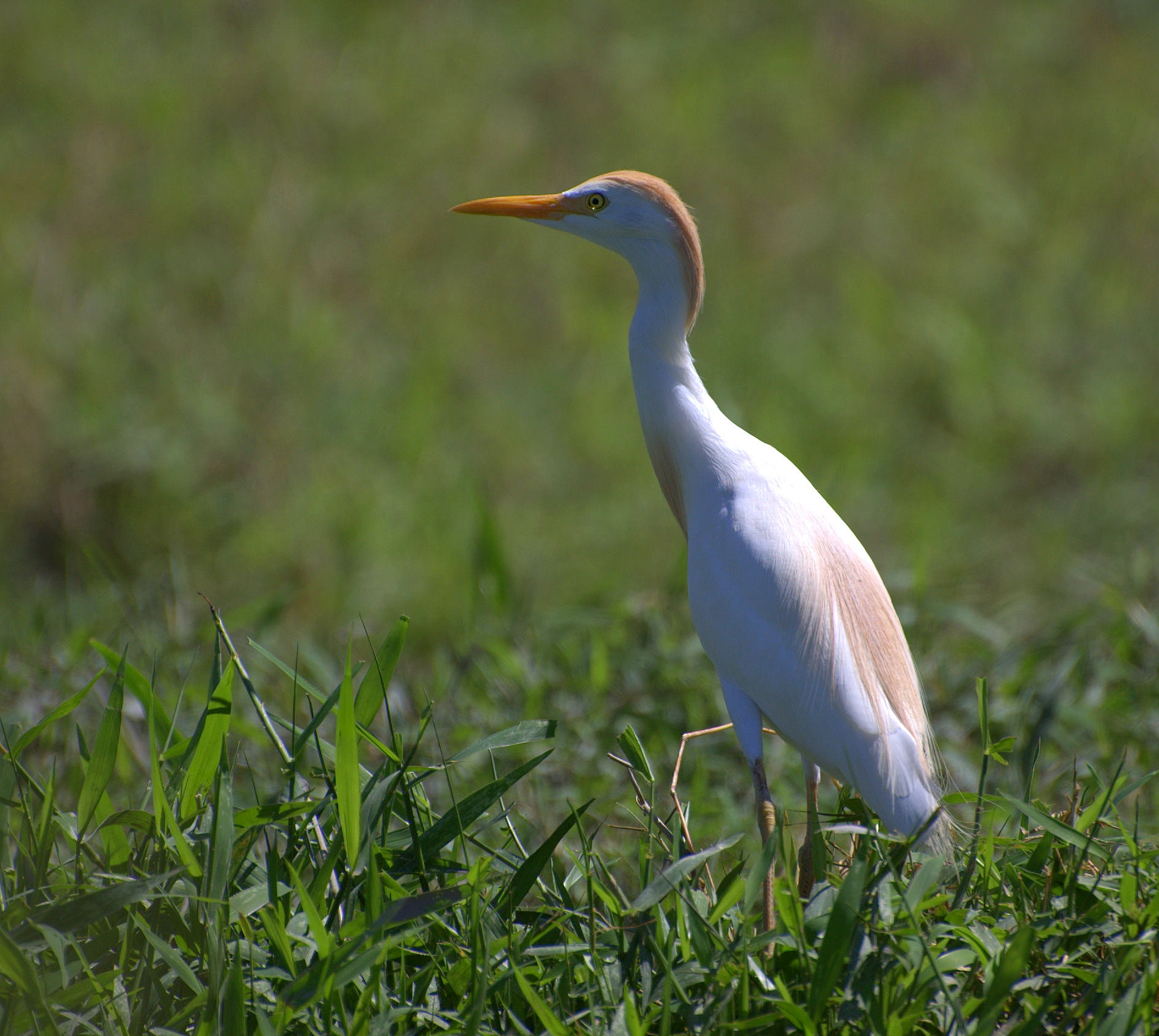
Airone guardabuoi

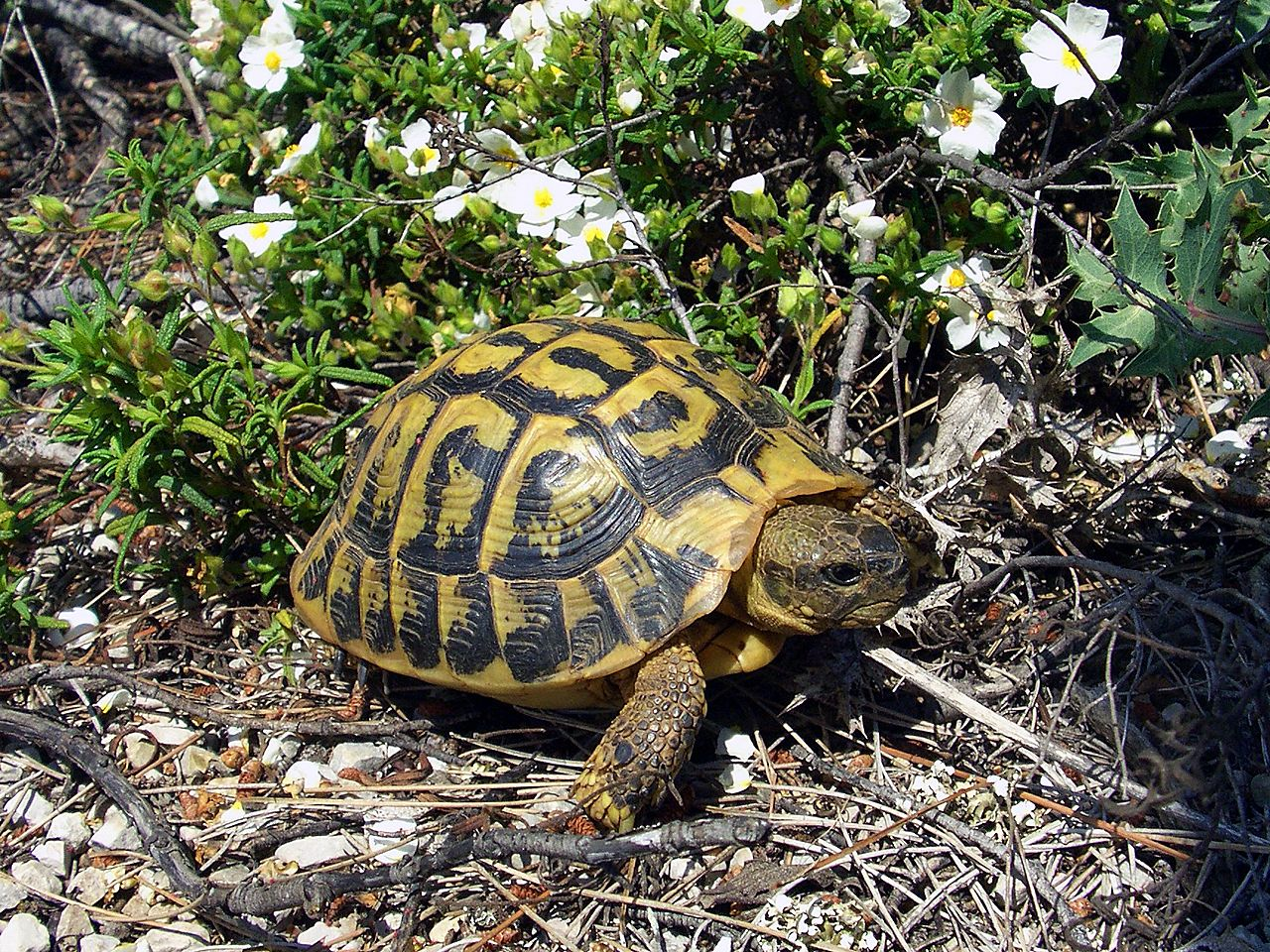
Testuggine di Hermann

Airone bianco maggiore, airone cenerino, airone guardabuoi, airone rosso, alzavola, ballerina bianca, beccamoschino, canapiglia, capinera, cavaliere d'Italia, cigno reale, cormorano, corriere piccolo, fagiano comune, falco di palude, falco pellegrino, fiorrancino, fistione turco, folaga comune, forapaglie castagnolo, gabbiano reale, gallinella d'acqua, garzetta, germano reale, gheppio comune, gruccione, luì piccolo, marangone minore, martin pescatore, marzaiola, mestolone, migliarino di palude, mignattino piombato, moretta tabaccata, moriglione, nitticora, occhiocotto, pantana comune, pendolino, pettirosso, piro piro, piro piro boschereccio, poiana comune, porciglione, rondine comune, schiribilla, sgarza ciuffetto, spatola, svasso maggiore, taccola eurasiatica, tarabuso, tarabusino, tortora dal collare orientale, tortora selvatica, totano moro, tuffetto, usignolo di fiume, volpoca.

### Rettili e anfibi
Biacco, cervone, luscengola, natrice dal collare, rana verde, rospo comune, testuggine di Hermann, testuggine palustre europea.

### Ittiofauna
Carpa, cefalo comune, persico sole.

### Invertebrati
Damigella, farfalla del corbezzolo, libellula, mantide religiosa.

## Strutture
Il Centro Habitat Mediterraneo è composto da:
- Il centro visite "Mario Pastore" (dedicato al giornalista e presidente della LIPU), con la funzione di prestare primo soccorso agli animali selvatici feriti e di accogliere i visitatori ospitando e organizzando anche eventi culturali;
- Cinque capanni fotografici, di cui tre aperti tutto l'anno a fotografi e visitatori e due "galleggianti" riservati ai fotografi autorizzati;
- Un bunker antiaereo risalente alla seconda guerra mondiale;
- Il Parco letterario Pier Paolo Pasolini, accessibile da via dell'Idroscalo.

## Collegamenti
È raggiungibile dalle fermate autobus Idroscalo/Atlantici 1 e Idroscalo/Atlantici 2.